# التحالف الشمالي

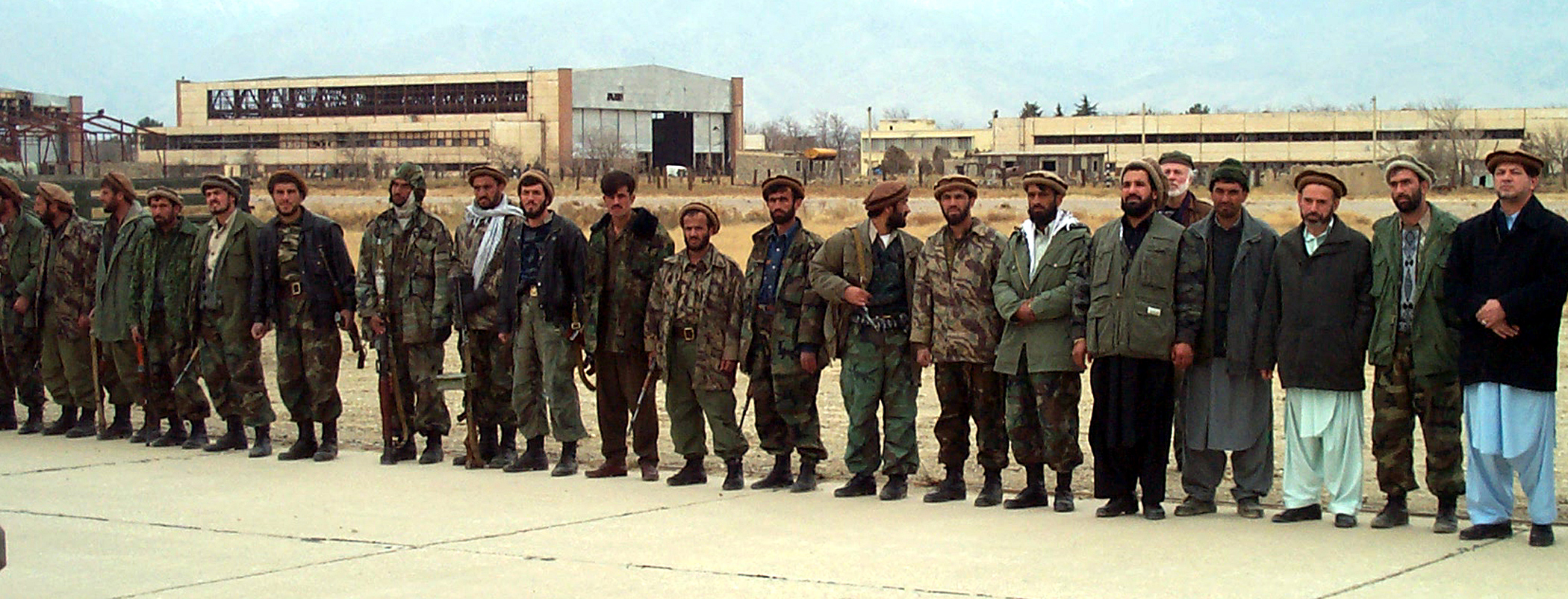
إصطفاف لجنود الجبهة في مطار باغرام في مقاطعة باروان. (16 ديسمبر 2001)

التحالف الشمالي (بالإنجليزية: United Islamic Front for the Salvation of Afghanistan)‏ (بالفارسية: جبهه متحد اسلامي ملي براي نجات أفغانستان) هي جبهة عسكرية تشكلت أواخر عام 1996

## القادة والجماعات
شكلت الجماعات المعارضة الجبهة المتحدة في أواخر عام 1996 ضد حكومة طالبان. منذ بدايات عام 1999 كان أحمد شاه مسعود القائد الرئيسي الوحيد القادر على الدفاع عن هذه المنطقة ضد طالبان، وبالتالي بقي في الواقع القائد العسكري والسياسي للجبهة المتحدة الذي اعترف به أعضاء من كل المجموعات الإثنية. كان بيد مسعود اتخاذ القرار بشأن الخط السياسي الرئيسي والاستراتيجية العسكرية العامة للتحالف. ولكن بعض الجماعات العسكرية للجبهة المتحدة كجنبش ملي أو حزب الوحدة لم تخضع للسيطرة المباشرة لمسعود بل بقيت تابعةً لقادة المناطق أو الأعراق الخاصين بكل منها.
كان القادة العسكريون للجبهة المتحدة إما مستقلين أو ينتمون إلى أحد الأحزاب السياسية التالية:
- الجمعية الإسلامية ومجلس شورى النزار اللتان يسيطر عليهما الطاجيك السنة، ويقودهما برهان الدين رباني وأحمد شاه مسعود
- جنبش ملي ذات الأغلبية السنية الأوزبكية والتركمانية، بقيادة عبد الرشيد دوستم
- الشورى الشرقية ذات الأغلبية السنية البشتونية، بقيادة حاجي عبد القدير
- الحركة الإسلامية التي يسودها الشيعة الطاجيك والهزارة، بقيادة آصف محسني
- حزب الوحدة الذي يسوده شيعة الهزارة بقيادة محمد محقق وكريم خليلي.

من القادة العسكريين ونواب القادة في الجبهة المتحدة:
- من شمال أفغانستان: بسم الله خان محمدي، عطا محمد نور، محمد داود داود، محمد فهيم، غل حيدر، محمد محقق، عبد الرشيد دوستم، قاضي كبير مرزبان
- من شرق أفغانستان: حاجي عبد القدير، حضرت علي، جان داد خان، عبد الله واحدي، نجم الدين
- من جنوب أفغانستان: قاري بابا، محمد عارف نورزي، هوتكي
- من غرب أفغانستان: إسماعيل خان، الدكتور إبراهيم، فضل كريم أيمق
- من وسط أفغانستان: سيد مصطفى كاظمي، سعيد حسين عالمي بلخي، أكبري، محمد علي جواد، كريم خليلي، شير علم إبراهيمي.

عمل كل من المرشحين السياسيين الأساسيين الاثنين للانتخابات الرئاسية الأفغانية عام 2009 لصالح الجبهة المتحدة:
- عبد الله عبد الله (كان صديقًا مقربًا من أحمد شاه مسعود ووزير خارجية التحالف)
- حامد كرزاي (اغتيل والده من قبل طالبان، ذهب لاحقًا في بعثة سياسية لجمع الدعم لصالح مسعود في أوروبا والولايات المتحدة في 2000/2001)

## تاريخه

### الخلفية التاريخية
بعد سقوط حكومة نجيب الله الشيوعية المدعومة من الاتحاد السوفيتي في عام 1992، اتفقت الأحزاب السياسية الأفغانية على اتفاقية السلام وتشارك السلطة (اتفاقيات بيشاور). أنشأت الاتفاقيات دولة أفغانستان الإسلامية وعينت حكومة مؤقتة للفترة الانتقالية لتتبعها عملية انتخابات عامة. وفق هيومان رايتس ووتش:
أعطيت السيادة على أفغانستان بشكل رسمي لدولة أفغانستان الإسلامية، وهو كيان نشأ في أبريل عام 1992، عقب سقوط حكومة نجيب الله المدعومة من السوفيت... باستثناء الحزب الإسلامي التابع لغلبدين حكمتيار، كانت كل الأحزاب... موحدةً ظاهريًّا تحت هذه الحكومة في أبريل 1992... رفض حزب حكمتيار الإسلامي من جهته الاعتراف بالحكومة لمعظم الفترة الزمنية المدروسة في هذا التقرير وشن هجمات على القوى التابعة للحكومة وكابُل بشكل عام... سقطت القذائف والصواريخ في كل مكان.
تلقى غلبدين حكمتيار دعمًا ماليًّا وعمليًّا وعسكريًّا من قبل باكستان. يستنتج أمين صيقل الخبير في الشؤون الأفغانية في أفغانستان المعاصرة: تاريخ من الصراع والبقاء:
كانت باكستان متشوقة للاستعداد لصنع إنجاز في آسيا الوسطى. ... لم يكن من الممكن لإسلام آباد توقع إخضاع قادة الحكومة الإسلامية الجديدة ... لأهدافهم الخاصة من أجل مساعدة باكستان بتحقيق طموحاتها المناطقية. ... لولا الدعم اللوجستي للاستخبارات بين الخدمية في باكستان وتوفير عدد كبير من الصواريخ، لما كان لقوى حكمتيار أن تستطيع استهداف وتدمير نصف كابُل.
كذلك فقد دعمت السعودية وإيران، كمنافسين على الهيمنة في المنطقة، ميلشيات أفغانية معادية لبعضها البعض. وفق هيومان رايتس ووتش، كانت إيران تدعم قوى حزب الوحدة الشيعي الهزاري التابعة لعبد العزيز مزاري بهدف «زيادة أثر حزب الوحد وقوته العسكرية». دعمت السعودية السلفي عبد رب الرسول سياف وجماعة الاتحاد الإسلامي التابعة له. يصف إصدار لجامعة جورج واشنطن:
اعتبرت القوى الخارجية حالة عدم الاستقرار في أفغانستان فرصة للدفع بمخططاتها الأمنية والسياسية.
سرعان ما تصاعدت الخلافات بين المجموعتين المسلحتين في حرب شاملة.

بسبب البدء المفاجئ للحرب، لم يكن هناك وقت لتشكل هيئات حكومية قادرة على العمل، ولا وحدات شرطة ولا نظام قضاء ومحاسبة لدولة أفغانستان الإسلامية حديثة التشكل. ارتكب الأفراد من المجموعات المسلحة المختلفة فظاعات مع تردي كابل إلى حالة فوضى وانعدام للقانون كما تصف تقارير هيومن رايتس ووتش ومشروع أفغانستان للعدالة. بسبب الفوضى، تزايد عدد القادة الذين لم يكن لهم سوى سلطة اسمية على القادة (التابعين) لهم. كتبت هيومن رايتس ووتش:
غالبًا ما كانت تنهار الدعوات النادرة لوقف إطلاق النار، التي عادةً ما فاوض عليها أحمد شاه مسعود أو صبغة الله مجددي أو برهان الدين رباني (الحكومة المؤقتة)، أو المسؤولون من اللجنة الدولية للصليب الأحمر، خلال أيام فقط.
كان جنوب أفغانستان في تلك الأثناء خاضعًا لسيطرة قادة محليين غير مرتبطين بالحكومة المركزية في كابل. في عام 1994، أدارت حركة طالبان -وهي حركة نشأت من جمعية علماء الإسلام- مدارس دينية للاجئين الأفغان في باكستان، وقد تطورت أيضًا في أفغانستان كقوة سياسية-دينية. في نوفمبر 1994 سيطروا على المدينة الجنوبية قندهار وبعدها وسعوا سيطرتهم على العديد من المحافظات في أفغانستان الوسطى والجنوبية غير التابعة لسيطرة الحكومة المركزية.
في أواخر عام 1994، هُزمت معظم مجموعات الميليشيات المسلحة التي كانت تقاتل في معركة السيطرة على كابل عسكريًّا من قبل قوى وزير دفاع الدولة الإسلامية أحمد شاه مسعود. انتهى قصف العاصمة. اتخذت حكومة الدولة الإسلامية خطوات لاستعادة القانون والنظام. بدأت المحاكم العمل من جديد. حاول مسعود إطلاق عملية سياسية على امتداد الوطن بهدف التماسك الوطني وإقامة الانتخابات الديمقراطية، داعيًا كذلك حركة طالبان للانضمام إلى العملية ولكنهم رفضوا لمعارضتهم لأي نظام ديمقراطي حر.

بدأت حركة طالبان قصف كابل في بداية 1995 ولكنهم هُزموا من قبل قوى حكومة الدولة الإسلامية بقيادة أحمد شاه مسعود. كتبت منظمة العفو الدولية مشيرةً إلى اعتداءات طالبان في تقرير عام 1995:
هذه أول مرة منذ عدة أشهر يصبح فيها المدنيون في كابل أهدافًا لهجمات صواريخ وقذائف موجهة على مناطق سكنية في المدينة.
انتصارات طالبان المبكرة عام 1994 تبعتها سلسلة هزائم أوقعت خسائر فادحة أدت إلى اعتقاد المحللين بأن حركة طالبان انتهى أمرها. عند تلك النقطة زادت السعودية وباكستان دعمهما لحركة طالبان بشكل كبير. يصف العديد من المحللين كأمين صيقل حركة طالبان بأنها تطورت لتصبح قوة وكيلة لمصالح باكستان في المنطقة. في 26 سبتمبر 1996 مع تجهيز طالبان، بدعم عسكري من باكستان ودعم مالي من المملكة العربية السعودية، لاعتداء كبير جديد على العاصمة كابل، أمر مسعود بانسحاب كامل من المدينة. سيطرت طالبان على كابل في 27 سبتمبر 1996، وأسست إمارة أفغانستان الإسلامية.

### تأسيس الجبهة الموحدة
أسس أحمد شاه مسعود وعبد الرشيد دوستم، وهما عدوان سابقان، الجبهة الموحدة (التحالف الشمالي) ضد حركة طالبان التي كانت تجهز لاعتداءات ضد المناطق الباقية تحت سيطرة مسعود والمناطق الخاضعة لسيطرة دوستم. ضمن الجبهة الموحدة إلى جانب القوى الطاجيكية بشكل رئيسي لمسعود والقوى الأوزبكية لدوستم جنودًا هزاريين يقودهم حاجي محمد محقق وقوى بشتون بقيادة قادة من أمثال عبد الحق وحاجي عبد القدير. من السياسيين والدبلوماسيين البارزين للجبهة الموحدة عبد الرحيم غفورزاي وعبد الله عبد الله ومسعود خليلي. من غزو طالبان لكابل في سبتمبر 1996 وحتى نوفمبر 2001 سيطرت الجبهة الموحدة على نحو 30% من سكان أفغانستان في ولايات كبدخشان وكابيسا وتخار وأجزاء من بروان، وكنر، ونورستان، ولغمان، وسمنكان، وقندوز، وغور، وباميان.